# Morris Finley
Morris O'Neal Finley (Opelika, 2 agosto 1981) è un ex cestista statunitense, di ruolo playmaker.

## Carriera
Ha frequentato la LaFayette High School guidato da John T. Woody. Nella stagione da senior ha ottenuto una media di 25,6 punti per gara tirando con il 42,6% da tre punti.
Iscrittosi alla University of Alabama at Birmingham (UAB), da freshman ha realizzato 32 punti contro Fresno State ottenendo il suo career-high, le migliori cifre le ha ottenute nell'anno da junior in cui ha realizzato 18,3 punti (41,3% da tre), catturato 3,4 rimbalzi e servito 3,3 assist per gara. Nel 2004 i "Blazers" hanno disputato il torneo NCAA raggiungendo le Sweet Sixteen e Finley è stato uno dei punti di riferimento della squadra. Ha terminato la stagione con 13,9 punti per gara in 24,9 minuti di media giocati.
Chiusa la carriera universitaria (laureato in psicologia), non riuscendo ad ottenere un contratto nella NBA ha deciso di trasferirsi in Europa firmando per la squadra serba del KK Mornar Bar. È stato il capocannoniere della lega con 23,3 punti di media. A fine stagione ha giocato tre partite con l'Olimpia Larissa in Grecia (14 minuti e 5,3 punti di media).
Nella stagione 2005-06 si è trasferito in Belgio all'Euphony Basket Liège dove ha giocato due anni, risultando nel 2006-07 il terzo miglior marcatore del campionato con un Season-High di 33 punti realizzati contro l'Euphony Bree.
Con Liegi ha giocato anche in FIBA EuroCup, dove però a causa di un problema alla caviglia ha preso parte solamente a due incontri.
Chiusa l'esperienza belga approda in serie A nella Nuova Sebastiani Rieti, gioca una stagione risultando il secondo miglior marcatore del torneo con 20 punti di media (primo per punti totali realizzati), e mettendosi in luce come uno dei migliori giocatori del torneo. A giugno 2008 firma un triennale con la Montepaschi Siena con cui vince la Supercoppa di pallacanestro, la Coppa Italia 2009 e lo Scudetto 2008-09.
Nonostante i risultati e il contratto la Mens Sana decide di liberarsi del confusionario playmaker, che così il 10 agosto 2009 viene ingaggiato dall'Olimpia Milano. Il 28 marzo 2011 rescinde consensualmente.

## Palmarès
- Campionato italiano: 1

Mens Sana Siena: 2008-09
- Coppa Italia: 1

Mens Sana Siena: 2009
- Supercoppa italiana: 1

Mens Sana Siena: 2008